# کانتون جزیره
منطقه جزیره، یا کانتون جزیره بزرگ‌ترین منطقه بین سه منطقه اصلی کردستان سوریه است. استقلال دموکراتیک آن در ۲۱ ژانویه ۲۰۱۴ اعلام شد. این منطقه در استان حسکه (که پیش از این با عنوان استان الجزیره شناخته می‌شد) در سوریه است.